# Jatropha chacoana
Jatropha chacoana är en törelväxtart som beskrevs av Francisco Javier Fernández Casas. Jatropha chacoana ingår i släktet Jatropha och familjen törelväxter. Inga underarter finns listade i Catalogue of Life.